# 托雷德拉萨尔卡斯
托雷德拉萨尔卡斯，是西班牙阿拉贡自治区特鲁埃尔省的一个市镇。总面积37平方公里，总人口37人（2001年），人口密度1人/平方公里。